# Bleke
Bleke, även benämnt myrkalk eller sjökalk, är en gyttjeblandad kalk, ofta med stor halt av snäckskal. Bleke bildas i sjöar och är i många fall överlagrad med torvlager. Sjökalk bildas fortfarande i många sjöar.
Bleken används på många ställen på samma sätt som märgel och jordbrukskalk som jordförbättringsmedel. I Sverige finns bleke i Jämtland, Västergötland och Skåne samt på Öland och Gotland, där denna jordart är mycket vanlig. I Danmark förekommer den på östra Jylland och på öarna.
På grund av sin stora halt av organiska ämnen och då den ofta ligger under grundvattennivån innehåller bleken oftast mycket vatten − ända upp till 70–80 %, varför en analys av halten kalciumkarbonat i torrsubstans kan vara kraftigt missvisande. Kalkhalten kan variera från några få procent i naturlig bleke, upp till 80–90 % i torrsubstansen.

## Kalkbleke
Kalkbleke är en vit eller vitgul, kornig jordart, som bildas på botten av sjöar och kärr i kalkrika trakter. Vanligen förekommer i dess jordar talrika snäck- och musselskal samt kalkutfällande kransalger vilka ger bleket en luckert trådig struktur. 